# Claopodium bolanderi
Claopodium bolanderi är en bladmossart som beskrevs av George Newton Best 1897. Claopodium bolanderi ingår i släktet Claopodium och familjen Thuidiaceae. Inga underarter finns listade i Catalogue of Life.